# Джуринці
Джури́нці — село в Україні, у Райгородській сільській громаді Гайсинського району Вінницької області. Розташоване при впадінні річки Вовчок у річку Бажаниха за 43 км на схід від міста Немирів та за 7 км від залізничної станції Ситківці. Населення становить 415 осіб (станом на 1 січня 2015 р.).

## Відомі люди
- Сікорський Яків Парфентійович — письменник.

## Галерея

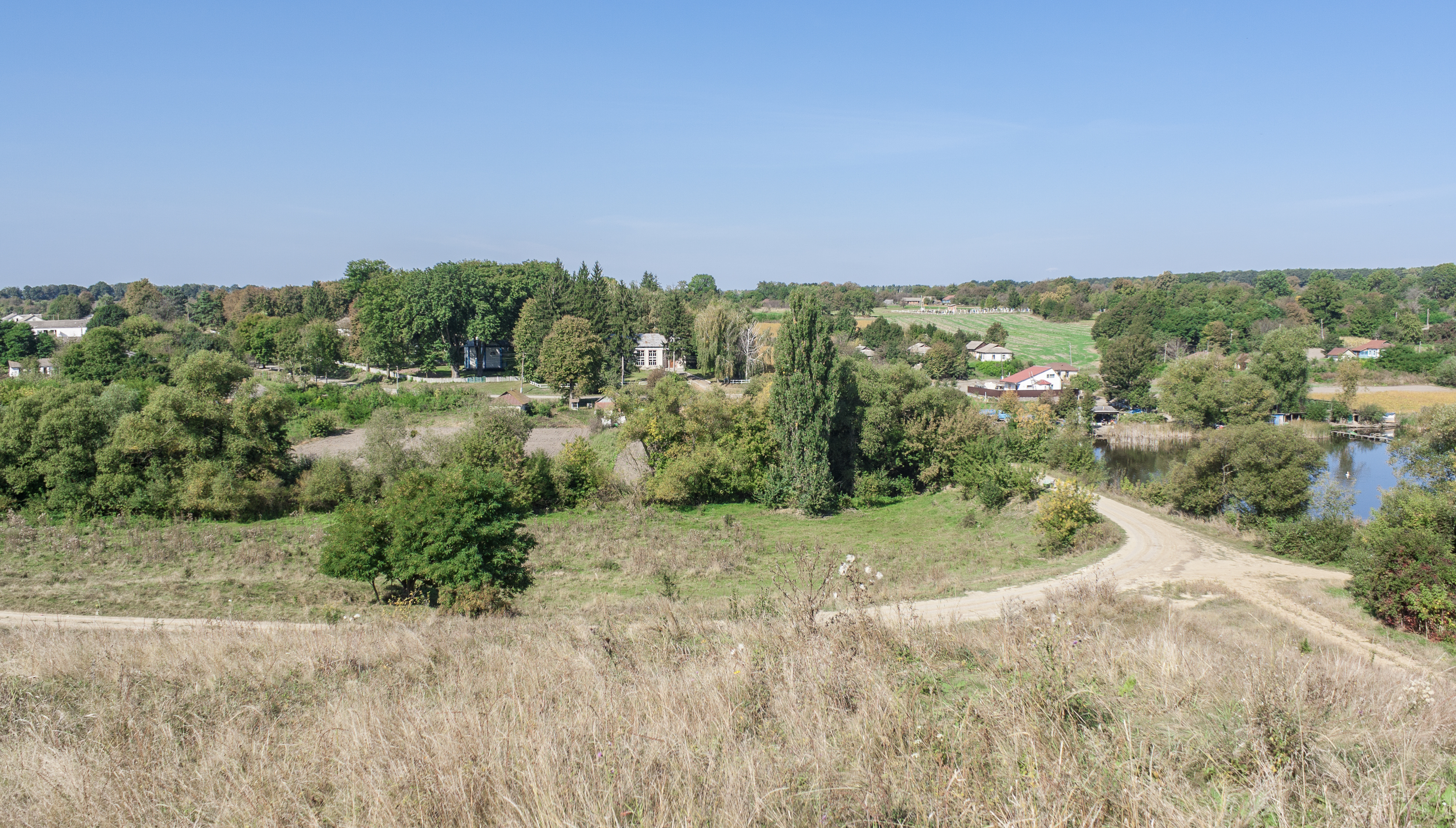
Вид на село
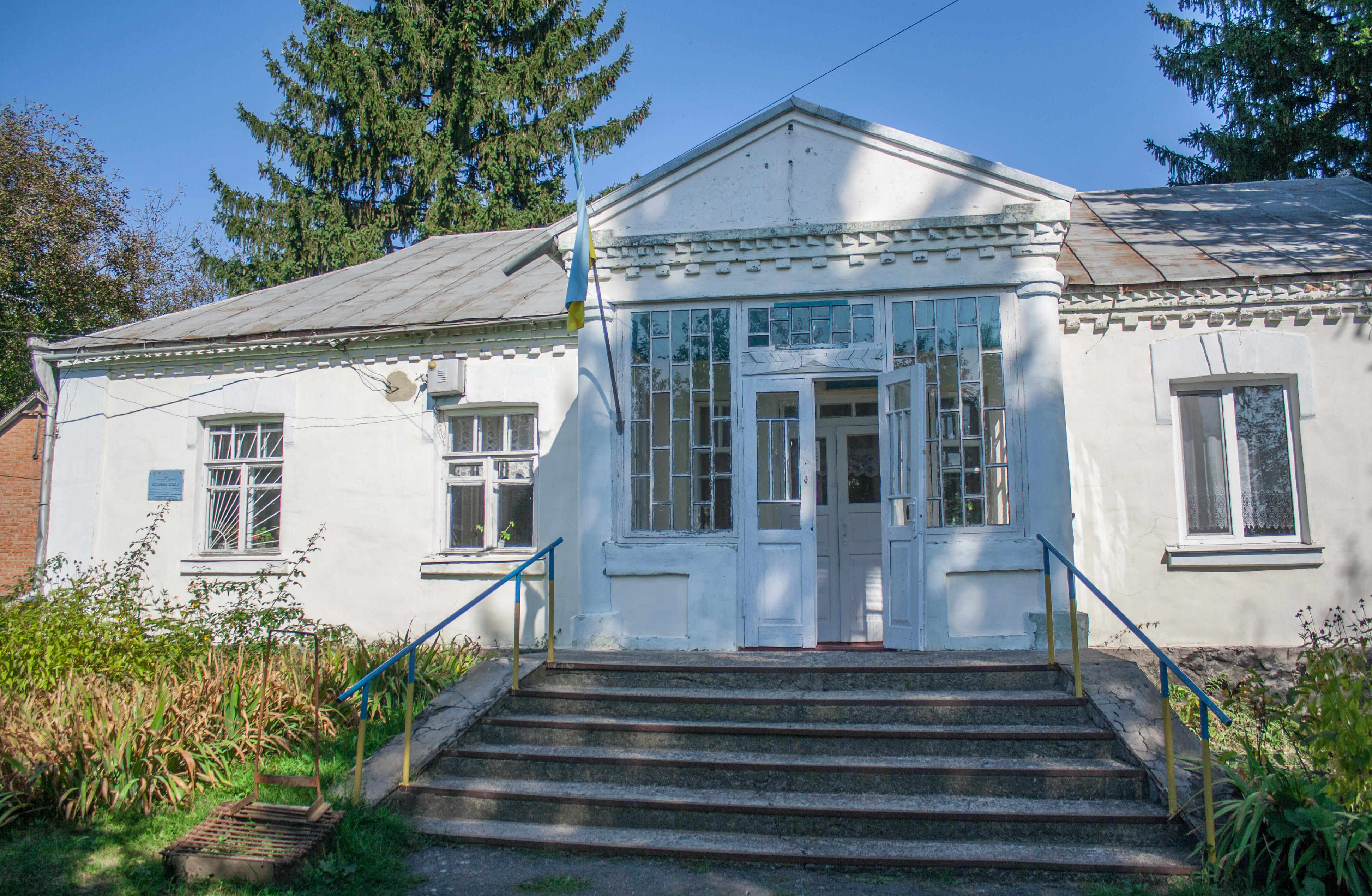
Сільрада
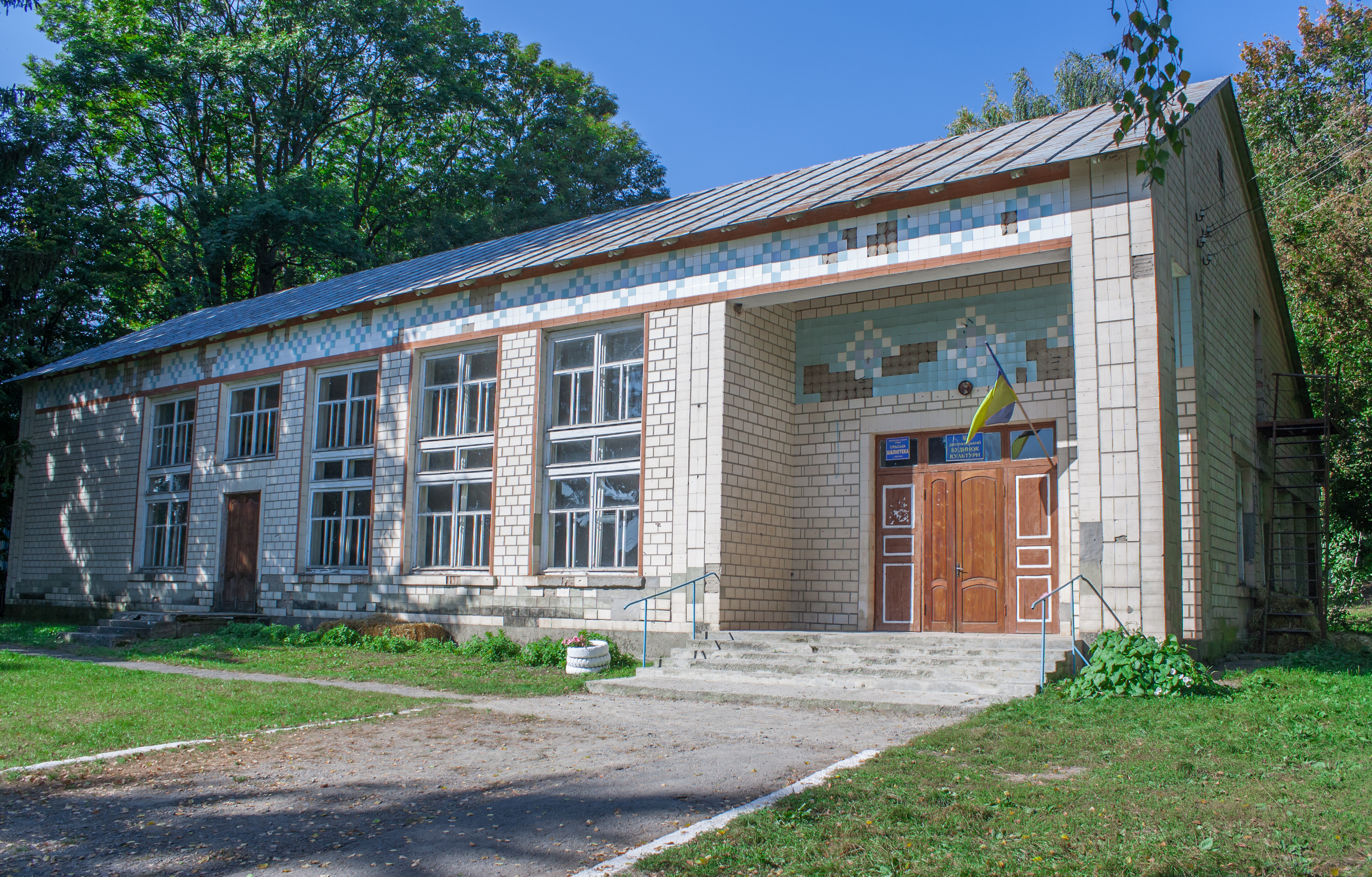
Будинок культури
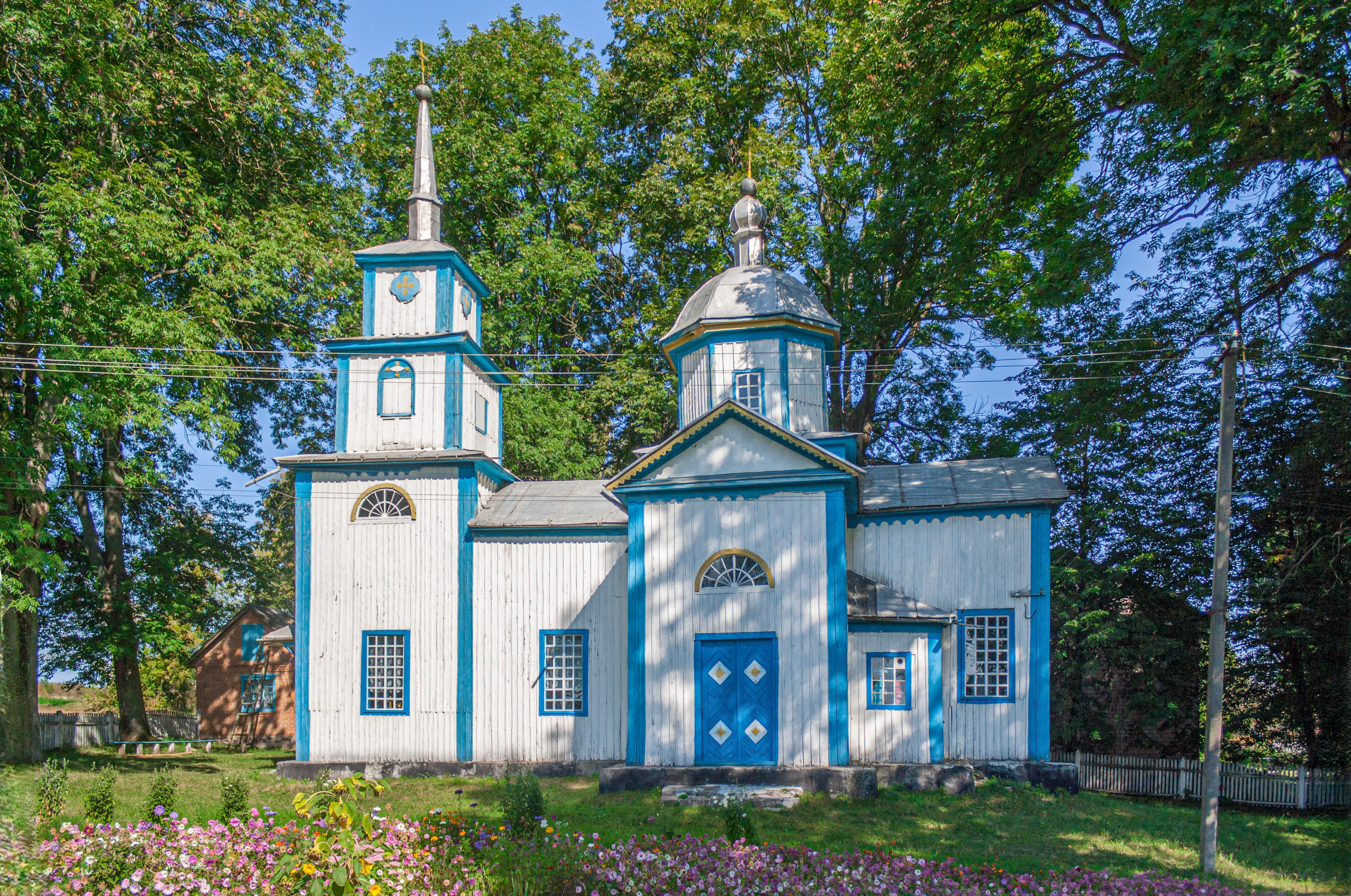
Церква Св. Дмитра (1779 р.)
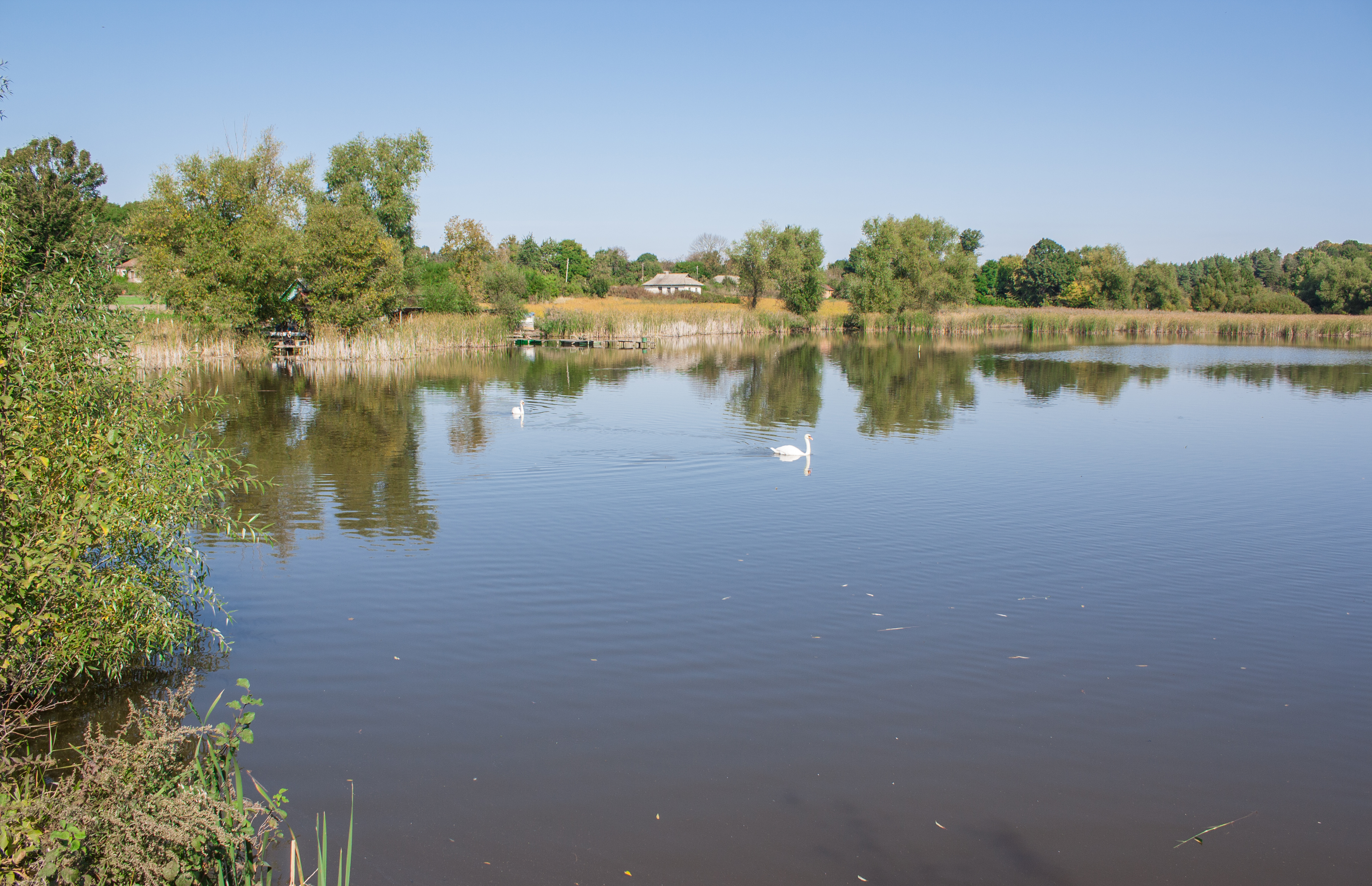
Ставок на річці Вовчок
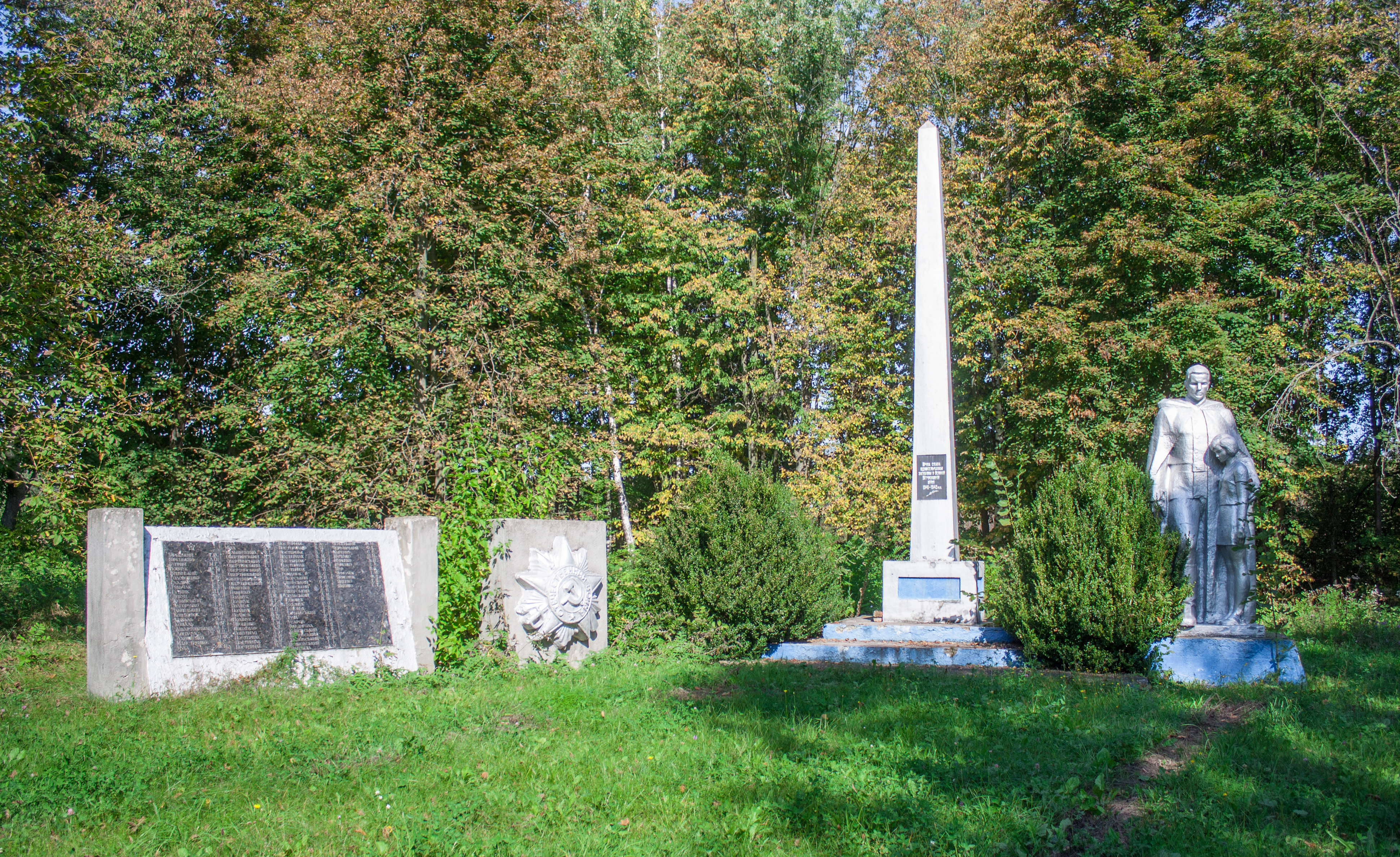
Пам'ятник воїнам-односельчанам